# Schwanner Endre
 Schwanner Endre (Budapest, 1928. március 20. – 2021. május) magyar fotóművész, oktató.

## Élete
Gyermekkora óta fényképez. 1946-ban érettségizett, textiltechnikusnak készült, de abbahagyta a fotózás kedvéért. Az analóg fényképezés majdnem teljes területét átfogó ismereteit első munkahelyén, a Mezőgazdasági Gépkísérleti Intézetben szerezte meg. A 60-as években kezdte meg szakírói, előadói és oktatói tevékenységét.
Schwanner Endre első Kodak Retina típusú fényképezőgépe volt, amelyet a fotós 1948-ban másfél havi fizetéséért vásárolt. Ezt a gépet használta egészen 1963-ig, utána különböző Nikon-típusokat alkalmazott.
A fotográfus munkásságából a motorsport, zenei és színházi témájú, valamint a fotós közéletről, kollégákról készült felvételei a legismertebbek.
1968-tól megjelentetett szakmai cikkeinek száma megközelíti a százat. Fotói közül a színházi, zenei témájúak ismertebbek.
1967-ben felvették a Magyar Fotóművészek Szövetségébe. Bár sosem dolgozott sajtófotósként, 1991-ig fotóriporterek nemzedékeit oktatta fotótechnika-elméletre a Magyar Újságírók Országos Szövetsége iskolájában.
Schwanner Endre önzetlenséggel alávetette magát a magyar fotográfia szolgálatának, de legalább annyira igaz ez a feleségére is, aki az ő segítője, tolmácsa, korrektora, gépírója és mindenese lett.
Schwanner Endre életművét 2011-ben adományozta,  hagyatékát a Magyar Nemzeti Múzeumnak.

## Egyéni kiállítások
1972 • Ferencvárosi Pincetárlat, Budapest • Esztergom • Salgótarján • Győr
1988 • Fotóművészeti Galéria, Budapest
2000 • Tihany
2001 • Vigadó Galéria, Budapest

## Könyvek
- Schwanner Endre; bev., szerk. Gera Mihály; Intera, Bp., 1998 (Fényképtár)
- Motorversenyek, 1948–1971; összeáll. Nyitray István; Budamotor Kft., Bp., 2019
  - Schwanner Endrének 91 éves korában jelent meg könyve a magyar motorsport hőskoráról. Schwanner Endre fotóművész néhány kivételtől eltekintve minden hazai gyorsasági és crossversenyen ott volt és fotózott. A megjelent fotóalbum az 1948-1971 közötti időszakot öleli fel. Az élő versenyzőktől pár szavas emléket is mellékel arról, hogyan látták az akkori eseményeket.
    - A keménytáblás könyv, 176 oldalas, közel 200 fekete-fehér fotót tartalmaz a hazai motorversenyzés egyik fénykorából: Nyitray István – Schwanner Endre: Motorversenyek 1948-1971